# Sageraea bracteolata
Sageraea bracteolata là loài thực vật có hoa thuộc họ Na. Loài này được Richard Neville Parker miêu tả khoa học đầu tiên năm 1929.

## Phân bố
Loài này có ở Myanmar.